# Жупина, Елена Григорьевна
Елена Григорьевна Жупина (укр. Олена Жупіна; 23 августа 1973, Запорожье) — советская и украинская прыгунья в воду, бронзовый призёр Олимпийских игр 2000 года в прыжках в воду, двукратная чемпионка мира.

## Спортивная карьера
С 4 до 8 лет занималась спортивной гимнастикой. После того, как спортивную школу, где занималась юная Жупина закрыли, её группу перевели в секцию прыжков в воду.
Первый успех пришёл в 1991 году, когда Елена стала чемпионкой СССР по прыжкам в воду.
В 1992 году Елена, заняв второе место на чемпионате СССР (1991 года), была одной из претенденток на попадание в состав команды на Олимпийские игры в Барселону, но по решению тренерского штаба сборной Елена осталась за бортом команды.
На первых в своей жизни Олимпийских играх 1996 года в Атланте Жупина не считалась фавориткой. Тем не менее в ходе соревнований Елена показала очень хорошие результаты, заняв на трамплине 5-е место, а на вышке 6-е.
В 1998 году на чемпионате мира в Перте впервые прошли соревнования по синхронным в прыжкам в воду с десятиметровой вышки. Неожиданно первыми чемпионами в данной дисциплине стал дуэт Елены Жупиной и Светланы Сербиной. Также Елена завоевала золото и в индивидуальных соревнованиях.
В 2000 году поехала на вторые для себя Олимпийские игры. В индивидуальных соревнованиях по прыжкам с вышки Жупина заняла 6-е место, а в синхронных прыжках вместе с Анной Сорокиной завоевала первую олимпийскую медаль для сборной Украины в прыжках в воду.
В 2004 году на играх в Афинах Елена выступала только в одной дисциплине (индивидуальная вышка), но выступила не очень удачно, заняв итоговое 9-е место.
Завершила карьеру в 2005 году.

### Награды
- Орден «За заслуги» ІІІ степени (3.03.1998)[2]
- Орден княгини Ольги I степени (18.01.2007)[3]
- Орден княгини Ольги II степени (06.10.2000)[4]
- Орден княгини Ольги III степени (23.09.1999)[5]

## Личная жизнь
Замужем во второй раз. Муж — Сергей Ябченко, дочь — Ольга (род. 2006), сын — Александр (род. 2009)
Имеет два высших образования: Окончила факультет физвоспитания и факультет журналистики Запорожского государственного университета.
В 2008 году стала лауреатом конкурса «Женщина третьего тысячелетия».
В настоящее время работает в журналистике.